# Saint-Laurent-la-Roche
Saint-Laurent-la-Roche ist eine Ortschaft und eine Commune déléguée in der französischen Gemeinde La Chailleuse mit 328 Einwohnern (Stand: 1. Januar 2018) im Département Jura in der Region Bourgogne-Franche-Comté. Die Bewohner nennen sich Catoulans.
Mit Wirkung vom 1. Januar 2016 wurden die früheren Gemeinden Arthenas, Essia, Saint-Laurent-la-Roche und Varessia zu einer Commune nouvelle mit dem Namen La Chailleuse zusammengelegt. Die Gemeinde Saint-Laurent-la-Roche befand sich dort im Arrondissement Lons-le-Saunier und im Kanton Saint-Amour.
Die Nachbargemeinden waren Geruge im Norden, Bornay im Nordosten, Arthenas im Osten, Augisey im Süden, Rotalier im Südwesten, Val-Sonnette im Westen sowie Cesancey und Gevingey im Nordwesten.

## Bevölkerungsentwicklung
| Jahr      | 1962 | 1968 | 1975 | 1982 | 1990 | 1999 | 2008 | 2018 |
| --------- | ---- | ---- | ---- | ---- | ---- | ---- | ---- | ---- |
| Einwohner | 241  | 203  | 198  | 243  | 260  | 276  | 345  | 328  |